# San Miguel (Nuevo México)
San Miguel es un lugar designado por el censo ubicado en el condado de Doña Ana en el estado estadounidense de Nuevo México. En el Censo de 2010 tenía una población de 1153 habitantes y una densidad poblacional de 194,57 personas por km².

## Geografía
San Miguel se encuentra ubicado en las coordenadas 32°9′13″N 106°43′37″O / 32.15361, -106.72694. Según la Oficina del Censo de los Estados Unidos, San Miguel tiene una superficie total de 5.93 km², de la cual 5.93 km² corresponden a tierra firme y (0%) 0 km² es agua.

## Demografía
Según el censo de 2010, había 1153 personas residiendo en San Miguel. La densidad de población era de 194,57 hab./km². De los 1153 habitantes, San Miguel estaba compuesto por el 74.67% blancos, el 0.17% eran afroamericanos, el 0.78% eran amerindios, el 0.26% eran asiáticos, el 0% eran isleños del Pacífico, el 22.81% eran de otras razas y el 1.3% pertenecían a dos o más razas. Del total de la población el 89.94% eran hispanos o latinos de cualquier raza.

## Educación
El Distrito Escolar Independiente de Gadsden gestiona escuelas públicas.